# Ботанический сад (Аугсбург)
Аугсбургский ботанический сад (нем. Botanischer Garten Augsburg) — муниципальный ботанический сад, расположенный в баварском городе Аугсбурге и занимающий площадь в 10 квадратных километров.
Он включает в себя большой японский сад, сад лекарственных растений, сад роз и сад посевов. На его территории произрастают более 1 200 видов вечнозелёных растений, диких трав и папоротников, столько же на территории сада целебных растений, около 280 сортов роз и плантация с миллионом луковичных растений. Помимо этого, там представлены экзотические растения, включая различные виды кактусов, молочая и суккулентов.

## Местоположение
Ботанический сад находится на востоке от парка «Семи столов» (Siebentischpark) в аугсбургском городском лесу. Dr.-Ziegenspeck-Weg отделяет ботанический сад от зоосада. Оба сада можно посетить, пользуясь городским транспортом (автобус № 32), а также с помощью личного автотранспорта, для которого предусмотрена парковка.
Ботанический сад открыт в течение всего года, а его площадь составляет около десяти гектар.